# Studi Francesi
Studi Francesi è un periodico quadrimestrale italiano di francesistica e filologia romanza fondato nel 1957 da Franco Simone.
Con il sottotitolo di "Rivista quadrimestrale dedicata alla cultura e alla civiltà letteraria della Francia", quindi "Rivista fondata da Franco Simone" (dal 1999), viene stampato a Torino da Società Editrice Internazionale, quindi da Rosenberg & Sellier, in collaborazione con l'Università di Torino (Istituto di lingua e letteratura francese) e con l'Associazione universitaria italo-francese e l'Université Lumière Lyon-II.
Pubblica articoli, in italiano, francese o inglese, di letteratura, linguistica, storia e sociologia della letteratura della Francia, con testi e documenti inediti di tutti i periodi letteratura francese e della sua storia civile e culturale.
Ogni fascicolo contiene quattro sezioni: articoli, testi inediti e documenti rari, discussioni e comunicazioni, rassegna bibliografica (che scheda i contributi via via usciti sulla materia).
Ne sono direttori onorari Daniela Dalla Valle, Franco Piva, Mario Richter e Cecilia Rizza; direttori esecutivi Gabriella Bosco, Paola Cifarelli e Michele Mastroianni.
Alla rivista si è aggiunta dal 1961 una collana "Biblioteca di Studi Francesi", con pochi titoli sporadici.
Una stampa anastatica dei numeri dal 1957 al 1964 è stata fatta dalla Slatkine di Ginevra nel 1974. Al n. 31 del 1967 è aggiunto un supplemento di indici del decennio 1957-1966, al n. 68 del 1979 l'indice dal 1967 al 1976 (entrambi a cura di Giancarlo Franceschetti). Altri indici successivi sono usciti a cura di Carlo Berrone, Cecilia Torelli o Chiara Rolla. Il n. 160 del 2010 è dedicato a Ivos Margoni (a cura di Lionello Sozzi).
Secondo Lionello Sozzi è una rivista «da considerare non solo la più importante rivista italiana dedicata alla letteratura francese (altre ce ne sono state, anche valide, ma di effimera durata), ma indubbiamente una delle più rilevanti sul piano mondiale, non inferiore, per riconoscimenti formulati anche all'estero, alla "Revue d'histoire littéraire de la France", ai "French Studies", alla "French Review", alla "Zeitschrift fur französische Sprache und Literatur"».